# Зубильное
Зубильное (укр. Зубильне) — село в Затурцевской сельской общине Владимирского района Волынской области Украины.
До 2020 года входило в Локачинский район.
Код КОАТУУ — 0722482801. Население по переписи 2001 года составляет 455 человек. Почтовый индекс — 45521. Телефонный код — 3374. Занимает площадь 2,83 км².